# Cæcilia af Danmark
 Der er for få eller ingen kildehenvisninger i denne artikel, hvilket er et problem. Du kan hjælpe ved at angive troværdige kilder til de påstande, som fremføres i artiklen.

Cæcilia af Danmark (1087 – efter 1131) var prinsesse af Danmark og gift med jarlen af Västergötland og senere Falster.

## Familie og Opvækst
Cæcilia var datter af Adele af Flandern (1066-1115) og Kong Knud den Hellige (ca. 1042-1086). Hun var tvillingesøster til Ingegerd af Danmark og lillesøster til Karl af Flandern.
Efter mordet på faderen i 1086 flygtede moderen til hjemlandet og forældrenes hof med sin søn Karl og efterlod døtrene hos Knuds halvbror Erik Ejegod og svigerinde Bodil Thrugotsdatter. De tog dem formodentlig med til Sverige hvor begge senere blev gift. 

## Ægteskab og børn
I Sverige blev Cæcilia gift med Erik jarl i Västergötland. Han blev senere jarl af Falster og de bosatte sig på Haraldssted ved Ringsted. De fik børnene Knud, Karl og Inger (Moder til ærkebiskop Absalon).
Hun omtales senest den 7. januar 1131, da hendes fætter Knud Lavard, jarl af Sønderjylland, besøgte hende og blev myrdet af deres fætter Magnus den Stærke i Haraldssted skov. Efter sigende mistænkte Cæcilia Magnus for at ville myrde Knud og forsøgte at tale ham fra mødet.